# Божидар Јанковић
Божидар Јанковић (Београд, 7. децембар 1849 — Херцег Нови, 7. јул 1920) био је српски генерал, професор и министар војни. Јанковић је био учесник Српско-турских ратова, Српско-бугарског рата, Балканских и Првог светског рата.

## Биографија
Божидар Јанковић рођен је 7. децембра 1849. године у Београду, од оца Милојка, оданџије у Министарству финансија и мајке Магдалене. Основну школу и шест разреда гимназије завршио је у Београду. У војску је ступио као питомац 9. класе Артиљеријске школе, 1. марта 1869. године. Током школовања прошао је све војничке чинове од каплара у који је унапређен 10. марта 1870, преко поднаредника који је постао 10. марта 1871. до наредника 16. маја 1874. године. Школовање је завршио 20. септембра 1874, као други у рангу, када је произведен за инжењерског потпоручника. Његови другови са класе су српској војсци дали одличе официре, међу њима најпознатији су: генерал Леонид Соларевић, генерал Вукоман Арачић, генерал Димко Николић и други.
Оженио се Станком, кћерком Филипа Ковачевића, војног чиновника са којом је имао сина Милојка који је био армијски генерал у војсци Краљевине Југославије и сина Димитрија, који је био капетан коњичке гарде и кћери Љубицу и Даницу.

## Официрско напредовање
По завршетку Војне академије (тада Артиљеријске школе) унапређен је у чин инжињерског потпоручника 20. септембра 1874. године. Поручник је постао 5. октобра 1876, капетан 2. класе 1. априла 1880, генерал-штабни капетан 1. класе 2. августа 1883, мајор 16. априла 1887, потпуковник 1. новембра 1892, генерал-штабни пуковник 1. новембра 1897. и генерал 26. фебруара 1902.

## Активна служба
Првим распоредом, по завршеној Артиљеријској школи, одређен је за водника у 1. пионирској чети, а после скоро годину дана, 9. септембра 1875, за инжењерског официра Црноречке бригаде 1. класе. За Шефа штаба Ћупријске бригаде 1. класе одређен је 1. априла 1876. године.

### Српско-турски ратови
У рату 1876. године, од 20. јуна до 6. августа био је заступник команданта Ћупријске бригаде 1. класе. Убрзо, 14. септембра, одређен је за шефа Штаба и ађутанта Чачанске бригаде 1. класе, а већ 20. септембра поново је враћен на дужност шефа Штаба Ћупријске бригаде 1. класе. Осим тога, од 12. октобра до 1. децембра, био је и заступник команданта ове бригаде. За шефа Штаба Алексиначке окружне војске одређен је 1. децембра 1876. Од 1. априла до 15. октобра 1877. био је ађутант Понтонирског батаљона. Поново је постављен за шефа Штаба Ћупријске бригаде 1. класе 15. октобра 1877. На тој дужности учествовао је у ратним догађајима 1877—1878. године. Шеф Штаба Ибарске дивизијске области био је од 1. новембра 1878. до 28. јануара 1881, када прелази на службу у Главни генералштаб.
На служби у Главном генералштабу остао је до 12. фебруара 1882, када је одређен за командира 1. чете инжењеријског батаљона. Ту дужност обавља годину дана, до 25. фебруара 1883, када премештен у Штаб команде Активне војске, а 7. јула исте године у Главни генералштаб. Све то, од завршетка рата 1878. до 2. августа 1883, била је припрема за генералштабну струку. Тог датума произведен је у чин генералштабног капетана 1. класе. За вршиоца дужности команданта 9. батаљона сталног кадра постављен је 19. октобра 1883.

### Српско-бугарски рат
У припремама пред рат 1885. био је командант железничке станице у Лапову, а пре почетка ратних операција, 10. новембра 1885, постављен је за помоћника начелника Штаба команде Нишавске војске. На тој дужности остао је само десет дана, после чега је премештен на службу у Операцијско одељење Врховне команде. За вршиоца дужности команданта 7. батаљона сталног кадра постављен је 1. марта 1886, а средином априла исте године утврђен је на овом положају.

### Период између ратова
Од 30. децембра 1887. био је на дужности начелника Штаба команде Тимочке дивизијске области, а 30. априла 1888. томе је додата и дужност референта инжињерије ове команде. На новој штапској дужности био је од 9. априла 1889, када је одређен за начелника Штаба команде Моравске дивизијске области. Ту дужност заменио је новом, 8. јуна 1891, када је постављен за шефа Генералштабног одсека Општевојног одељења Министарства војног. У трупу се вратио 29. септембра 1892. Постављен је најпре за вршиоца дужности, а од 6. децембра исте године, за команданта Шумадијског пука. Годину дана касније, 28. септембра 1893, поново се вратио на дужности шефа Генералштабног одсека Општевојног одељења Министарства војног. Са те дужности, 4. јул а1894, постављен је за вршиоца дужности начелника Општевојног одељења Главног генералштаба. Од марта 1897. године био је вршилац дужности начелника Општевојног одељења Министарства војног, а 25. децембра исте године постављен је за команданта Тимочке дивизијске области. На тој дужности био је до 5. августа 1900, када је постављен за начелника Штаба команде Активне војске. Министар војни постао је 27. априла 1901, реконструкцијом кабинета др Михаила Вујића. на тој дужности био је до 3. августа 1901. када га је заменио пуковник Чедомиљ Мирковић. На располагању је био до 13. октобра 1901, када је по својој молби пензионисан. Као председник „Народне одбране“, учествовао је у четничким борбама на простору Старе Србије и у борбама за Македонију. У активну војну службу, са произвођењем у чин генерала, поново је враћен 26. фебруара 1902. године. Тада је постављен за команданта Моравске дивизијске области и на тој дужности задржао се до 24. августа 1903, када је по својој молби други пут пензионисан.

### Балкански ратови 1912—1913.
Објава рата 1912. затекла га је као резервног генерала у пензији. Ратним распоредом Врховне команде постављен је за команданта 3. армије. У Балканским ратовима командовао је Трећом армијом која је ослободила Косово. После ових успеха, поново је преведен из резерве у активну војну службу. И даље је остао командант 3. армије, која је са њим на челу учествовала у Српско-бугарском рату 1913. у одсудним биткама код Овчег Поља и Брегалнице. По завршетку рата извесно време је на располагању, а 9. маја 1914. постављен је за председника Управе Ремонтског фонда Министарства војног.

### Први светски рат
По објави рата Аустроугарске, Србији и Црној Гори 1914. године послат на нову дужност начелника штаба црногорске Врховне команде. Ту је остао све до евакуације јуна 1915. и био је делегат српске Врховне команде код Црногорске врховне команде. Из револта због заузимања Скадра, поменуте године, напушта Црну Гору. Са доласком на Крф 1916. године, настало је мало затишје у његовој војној активности.

### Краљевина СХС и последње године
У новонасталој Краљевини СХС носио је чин генерала, и био је заповедник Савске дивизијске области. По завршетку рата, формиране су нове, армијске области. За команданта IV армијске области, са седиштем у Загребу, постављен је 28. децембра 1918. и на тој дужности налазио се до 4. априла 1920. године.
Генерал Јанковић је после дуге и тешке болести преминуо у Херцег Новом, 7. јула 1920. године. Сахрањен је на Новом Гробљу у Београду.

## Додатне дужности и признања
Уз редовне, обављао је и бројне друге дужности. У периоду 1884—1887. био је професор Војно академије за предмет премеравање са кронирањем. Годишње 1882, на Војној академији, био је и члан Академског савета. Као вршилац дужности начелника Оперативног одељења Главног генералштаба, у периоду 1894—1897, био је и уредник војног часописа Ратник. Затим, од марта до децембра 1897, нашавши се у Општевојном одељењу Министарства војног, био је уредник Службеног војног листа.
За време пензије, у периоду 1908—1914, био је председник Народне одбране, организације чија је делатност омогућила низ успешних дејстава у ратовима 1912—1918. године. Током 1900. и 1901, као и од 1. марта 1916. па до завршетка рата 1918, на Крфу је био председник Војнодисциплинског суда. Дуги низ година био је и члан испитних комисија за ниже и више официре.
Генерал Божидар Јанковић био је један од најспособнијих официра српске војске, који може стати уз бок војводама Радомиру Путнику, Живојину Мишићу, Степи Степановићу и Петру Бојовићу. Њему и част названо је насеље Ђенерал Јанковић, које је седиште истоимене општине, а налази се на граници Србије и Македоније.

## Одликовања и почасти

### Домаћа одликовања
- Орден Карађорђеве звезде са мачевима 3. и 4. реда
- Орден Карађорђеве звезде 3. реда
- Орден Милоша Великог 4. реда
- Орден белог орла са мачевима 3. реда
- Орден белог орла 5. реда
- Орден Таковског крста са мачевима 5. реда
- Орден Таковског крста 1, 2, 3. и 4. реда
- Златна медаља за храброст
- Сребрна медаља за храброст
- Медаља за војничке врлине
- Сребрна медаља за ревносну службу
- Споменица гарде
- Споменица за Српско-турске ратове 1876—1878.
- Споменица за Српско-бугарски рат 1885—1886.
- Споменица балканских ратова 1912—1913.
- Споменица Првог светског рата 1914—1918.
- Споменица краља Петра I
- Албанска споменица

### Инострана одликовања
- Орден Легије части 4. реда, Француска
- Орден Франца Јозефа 4. реда, Аустро-угарска
- Орден Светог Александра 4. реда, Бугарска
- Орден Данила 1. реда, Црна Гора
- Медаља Милоша Обилића, Црна Гора

### Почасти
У Карађорђевом парку у Београду 23. октобра 2023. откривен је споменик генералу српске војске Божидару Божи Јанковићу.